# Ptolemaeus XV Caesarion
Ptolemaeus XV (23 juni 47 v.Chr. – augustus 30 v.Chr.), bijgenaamd Caesarion (kleine Caesar), was de zoon van Cleopatra VII en Julius Caesar. Hij kon niet tot erfgenaam van zowel Egypte als Rome erkend worden. In Egypte volgde hij als driejarige in 44 v.Chr. zijn vermoorde oom Ptolemaeus XIV op als farao, maar in Rome werd hij uitgelachen door de Romeinse adel. Marcus Antonius beweerde dat Caesarion de enige echte erfgenaam van Caesar was, in tegenstelling tot Octavianus. Dit werd zowel Marcus Antonius als Caesarion niet in dank afgenomen en na de nederlaag van Cleopatra en Marcus Antonius tegen Octavianus werd hij op 17-jarige leeftijd op last van Octavianus omgebracht. Zijn jongere halfzuster Cleopatra Selene II en beide jongere halfbroers Alexander Helios en Ptolemaeus Philadelphos werden naar Rome weggevoerd.